# Lungser Kangri
Der Lungser Kangri ist ein Berg im indischen Unionsterritorium Ladakh.
Der in der Rupshu-Region im Osten von Ladakh gelegene Lungser Kangri ist mit 6666 m Höhe die höchste Erhebung der Gebirgsgruppe Thalda Kurmi, die sich östlich des 4522 m hoch gelegenen Sees Tsomoriri erhebt. 3,5 km nördlich des Lungser Kangri befindet sich der geringfügig niedrigere Nebengipfel Chamser Kangri (6622 m). Der Lungser Kangri gilt als höchster „Trekking-Gipfel“ in Ladakh. Eine Besteigung des Lungser Kangri von einer von Harish Kapadia geführten Expedition im Jahr 1995 von Nordosten über den Nordgrat ist im Himalaya-Index dokumentiert.